# Шубатколь
Шубатколь (каз. Шұбаткөл) — болото в Алтынсаринском районе Костанайской области Казахстана. Находится в 7 км к северу от посёлка Анастасьевка.
По данным топографической съёмки 1944 года являлось озером. Площадь поверхности озера составляла 1,33 км². Наибольшая длина — 1,6 км, наибольшая ширина — 1,2 км. Длина береговой линии составляла 4,6 км, развитие береговой линии — 1,12. Болото расположено на высоте 184 м над уровнем моря.